# Pseudagapostemon
Pseudagapostemon is een geslacht van vliesvleugelige insecten van de familie Halictidae.

## Soorten
- P. amabilis Moure, 1989
- P. anasimus Cure, 1989
- P. arenarius (Schrottky, 1902)
- P. catamarcensis Cure, 1989
- P. citricornis (Vachal, 1904)
- P. cyaneus Moure & Sakagami, 1984
- P. cyanomelas Cure, 1989
- P. eliasi Cure, 1989
- P. fluminensis (Schrottky, 1911)
- P. huinca (Holmberg, 1886)
- P. hurdi Cure, 1989
- P. jenseni (Friese, 1908)
- P. joergenseni (Friese, 1908)
- P. jujuyensis Cure, 1989
- P. larocai Cure, 1989
- P. mendocinus (Jörgensen, 1909)
- P. ochromerus (Vachal, 1904)
- P. olivaceosplendens (Strand, 1910)
- P. pampeanus (Holmberg, 1886)
- P. pissisi (Vachal, 1903)

- P. pruinosus Moure & Sakagami, 1984
- P. puelchanus (Holmberg, 1886)
- P. santiaguensis Cure, 1989
- P. similis Cure, 1989
- P. singularis Jörgensen, 1912
- P. tessellatus Cure, 1989